# Guns, God and Government Tour
Guns, God and Government fue la octava gira de Marilyn Manson inició, bajo la gestión de los principales sello discográfico Interscope Records.  También fue cuarta gira de la banda para abarcar más de múltiples tramos. la gira comenzó el 27 de octubre de 2000 y terminó el 2 de septiembre de 2001.

## Banda
- Vocales: Marilyn Manson
- Guitarra: John 5
- Bajo: Twiggy Ramirez
- Teclados: Madonna Wayne Gacy
- Batería: Ginger Fish

## Lista de canciones más tocadas
1. "The Lord Is My Shepherd" (Intro)
2. "God Bless America" (Intro for Ozzfest)
3. "Count to Six and Die" (Instrumental)
4. "Irresponsible Hate Anthem"
5. "The Death Song"
6. "Disposable Teens"
7. "Great Big White World"
8. "Tourniquet"
9. "The Fight Song"
10. "The Nobodies"
11. "Strawberry Fields Forever"
12. "My Monkey"
13. "Lunchbox"
14. "Rock Is Dead"
15. "The Dope Show"
16. "Cruci-Fiction in Space"
17. "Burning Flag"
18. "Cake and Sodomy"
19. ""President Dead""
20. "Astonishing Panorama of the Endtimes"
21. "GodEatGod"
22. "In the Shadow of the Valley of Death"
23. "Born Again"
24. "Sweet Dreams (Are Made Of This)" (With "Hell Outro")
25. "Valentine's Day"
26. "The Love Song"
27. "Antichrist Superstar"
28. "Rock 'n' Roll Nigger"
29. " The Beautiful People"
30. "Diary of a Dope Fiend"
31. "1996" (With "Mister Superstar" intro)
32. "The Reflecting God"
33. "Suicide Is Painless" (Outro)

## Fecha de presentaciones

### Guns, God and Government Tour Norteamérica
- 2000/10/27 Mineápolis, MN - Orpheum Theatre
- 2000/10/28 Milwaukee, WI - Eagles Ballroom
- 2000/10/30 San Luis, MO - Fox Theatre
- 2000/10/31 Kansas City, KS - International Raceway
- 2000/11/02 Tulsa, OK - Brady Theatre
- 2000/11/03 Houston, TX - Aerial Theatre
- 2000/11/04 Nueva Orleans, LA - State Palace Theatre
- 2000/11/06 Charlotte, NC - Independence Arena
- 2000/11/07 Atlanta, GA - Tabernacle
- 2000/11/09 Orlando, FL - Hard Rock Live
- 2000/11/10 Tampa, FL - USF Sundome
- 2000/11/11 Sunrise, FL - Sunrise Musical Theatre
- 2000/11/13 Greensboro, NC - War Memorial Auditorium
- 2000/11/15 Filadelfia, PA - Electric Factory Ballroom
- 2000/11/16 Filadelfia, PA - Electric Factory Ballroom
- 2000/11/18 Toronto, Canadá - Massey Hall
- 2000/11/19 Rochester, NY - Blue Cross Arena
- 2000/11/21 Fairfax, VA - Patriot Center
- 2000/11/22 Lowell, MA - Tsongas Arena
- 2000/11/24 Nueva York, NY - Hammerstein Ballroom
- 2000/11/25 Nueva York, NY - Hammerstein Ballroom
- 2000/11/28 Detroit, MI - State Theater
- 2000/11/29 Detroit, MI - Cobo Arena
- 2000/12/01 Madison, WI - Dane County Expo
- 2000/12/02 Chicago, IL - UIC Pavilion
- 2000/12/04 Indianápolis, IN - Murat Center
- 2000/12/05 Toledo, OH (Cancelled) - Toledo Sports Arena
- 2000/12/07 Columbus, OH - Veterans Memorial
- 2000/12/08 Cleveland, OH - CSU Arena
- 2000/12/09 Pittsburgh, PA - Mellon Arena
- 2000/12/11 Peoria, IL - Peoria Civic Center
- 2000/12/12 Omaha, NE - Omaha Civic Auditorium
- 2000/12/13 Wichita, KS - Kansas Coliseum
- 2000/12/15 San Antonio, TX - Freeman Coliseum
- 2000/12/16 Dallas, TX - Bronco Bowl
- 2001/01/03 Vancouver, Canadá - Queen Elizabeth Theatre
- 2001/01/05 Portland, OR - Schnitzer Concert Hall
- 2001/01/06 Seattle, WA - Mercer Arena
- 2001/01/10 San José, CA - Event Center Arena
- 2001/01/11 Santa Bárbara, CA - Arlington Theatre
- 2001/01/13 Los Ángeles, CA - Grand Olympic Auditorium

### Guns, God and Government Tour Europa primavera
- 2001/01/21 Birmingham, Inglaterra - NEC
- 2001/01/22 Mánchester, Inglaterra - Evening News Arena
- 2001/01/24 Londres, Inglaterra - Docklands Arena
- 2001/01/25 París, Francia - Le Zenith
- 2001/01/27 Bilbao, España - Pabellón de la Casilla
- 2001/01/28 Barcelona, España - Pabellón de Valle Hebron
- 2001/01/31 Hamburgo, Alemania - Sporthalle
- 2001/02/01 Colonia, Alemania - Palladium
- 2001/02/03 Milán, Italia - Fila Forum
- 2001/02/05 Marino, Italia - Palaghiaccio
- 2001/02/06 Bolonia, Italia - Palamalaguti
- 2001/02/08 Zúrich, Suiza - Hallenstadion
- 2001/02/10 Viena, Austria - Libro Music Hall
- 2001/02/11 Praga, República Checa - Paegus Arena
- 2001/02/13 Varsovia, Polonia - Torwar
- 2001/02/15 Berlín, Alemania - Velodrome
- 2001/02/16 Copenhague, Dinamarca - Forum
- 2001/02/17 Oslo, Noruega - Spektrum
- 2001/02/19 Estocolmo, Suecia - Ice Stadium
- 2001/02/21 Helsinki, Finlandia - Ice Hall
- 2001/02/23 Moscú, Rusia

(Rescheduled to 2001/02/24) Olympisky Arena
- 2001/02/24 Moscú, Rusia

(Rescheduled from 2001/02/23) Olympisky Arena

### Guns, God and Government Tour Japón primavera
- 2001/03/11 Tokio, Japón - Tokyo International Forum
- 2001/03/13 Osaka, Japón - Osaka Castle Hall
- 2001/03/14 Nagoya, Japón - Nagoya Century
- 2001/03/15 Fukuoka, Japón - Fukuoka Sun Place
- 2001/03/17 Hiroshima, Japón - Hiroshima Sun Plaza Hall
- 2001/03/19 Tokio, Japón - NK Hall
- 2001/03/20 Tokio, Japón - NK Hall
- 2001/03/22 Nagoya, Japón - Nagoya Century Hall

### Guns, God and Government Ozzfest 2001 Tour
- 2001/06/08 Tinley Park, IL - New World Music Theatre
- 2001/06/09 East Troy, WI - Alpine Valley Music Theatre
- 2001/06/12 Noblesville, IN - Verizon Wireless Music Center
- 2001/06/13 Noblesville, IN - Verizon Wireless Music Center
- 2001/06/18 Maryland Heights, MO - Riverport Amphitheatre
- 2001/06/19 Bonner Springs, KS - Sandstone Amphitheatre
- 2001/06/22 Denver, CO - Mile High Stadium
- 2001/06/25 George, WA - The Gorge
- 2001/06/27 Marysville, CA - Sacramento Valley Amphitheatre
- 2001/06/30 Devore, CA - G.H. Blockbuster Pavilion
- 2001/07/03 Schertz, TX - Verizon Wireless Amphitheatre
- 2001/07/05 Dallas, TX - Smirnoff Music Center
- 2001/07/07 Atlanta, GA - HiFi Buys Amphitheatre
- 2001/07/13 West Palm Beach, FL - Mars Music Amphitheatre
- 2001/07/14 San Petersburgo, FL - Tropicana Field
- 2001/06/17 Charlotte, NC - Verizon Wireless Amphitheatre
- 2001/07/20 Bristow, VA - Nissan Pavilion
- 2001/07/21 Camden, NJ - Blockbuster-Sony E Center
- 2001/07/24 Toronto, Canadá - The Docks
- 2001/07/26 Cuyahoga Falls, OH - Blossom Music Center
- 2001/07/28 Burgettstown, PA - Post Gazette Pavilion
- 2001/07/30 Clarkston, MI - DTE Energy Music Theatre
- 2001/07/31 Clarkston, MI - DTE Energy Music Theatre
- 2001/08/03 Columbus, OH - Polaris Amphitheatre
- 2001/08/05 Hartford, CT - Meadows Music Theatre
- 2001/08/07 Mansfield, MA - Tweeter Center for the Performing Arts
- 2001/08/08 Mansfield, MA - Tweeter Center for the Performing Arts
- 2001/08/11 Holmdel, NJ - P.N.C. Bank Arts Center
- 2001/08/12 Holmdel, NJ - P.N.C. Bank Arts Center

### Guns, God and Government Tour Japón otoño
- 2001/08/18 Osaka, Japón - WTC Open Air Stadium
- 2001/08/19 Tokio, Japón - Chiba Marine Stadium

### Guns, God and Government Tour Europa otoño
- 2001/08/22 Oporto, Portugal - Ilha do Ermal Festival
- 2001/08/24 Leeds, Inglaterra - Carling Weekender
- 2001/08/25 Glasgow, Escocia - The Gig on the Green
- 2001/08/26 Reading, Inglaterra - Reading Festival
- 2001/08/29 Liubliana, Eslovenia - Rock Festival
- 2001/08/30 Viena, Austria - 2 Days a Week
- 2001/09/01 Constanza, Alemania - Rock am See
- 2001/09/02 Hildesheim, Alemania - M'era Luna Festival

## Características de la gira
Cuando se iniciaba cada show, Manson estaba sobre un carro romano que era llevado por dos chicas desnudas que llevaban cascos romanos.  El uso intensivo de los fuegos artificiales se utilizó y equipo de Manson se parecía a la que se ve en el vídeo musical de "Disposable Teens".
Durante las actuaciones de "The Love Song", Manson se pondría un traje papal como el usado en el vídeo "Disposable Teens". Durante las actuaciones del "Valentine's day", Manson se realizan detrás de una mesa con dos cabezas, que lleva su propia imagen, y las uvas, a menudo usando la misma ropa utilizada durante "The Love Song".
Durante algunos espectáculos, había dos bailarines en el escenario. El podio que fue utilizado en giras anteriores durante las actuaciones de "Antichrist Superstar", también regresó, luciendo un nuevo diseño de un crucifijo hecho de armas, en lugar del símbolo shock utilizado anteriormente. Durante la presentación en Moscú, dos guardias de Rusia como sería estar junto a cada lado del podio como Manson cantó "The Love Song".
En actuaciones de "Cruci-Fiction in Space", Manson se elevaría por encima del escenario en una plataforma, al igual que en el vídeo "Disposable Teens". Las imágenes a menudo se muestran en el telón de fondo el escenario, incluyendo las cartas parodiando el diseño del cartel de Hollywood Hills con "Holy Wood", escrito por el contrario, la cubierta de la "Disposable Teens" única, y una bandera estadounidense parcialmente quemada.
- Datos: Q2059062